# Josef Schneider von Manns-Au

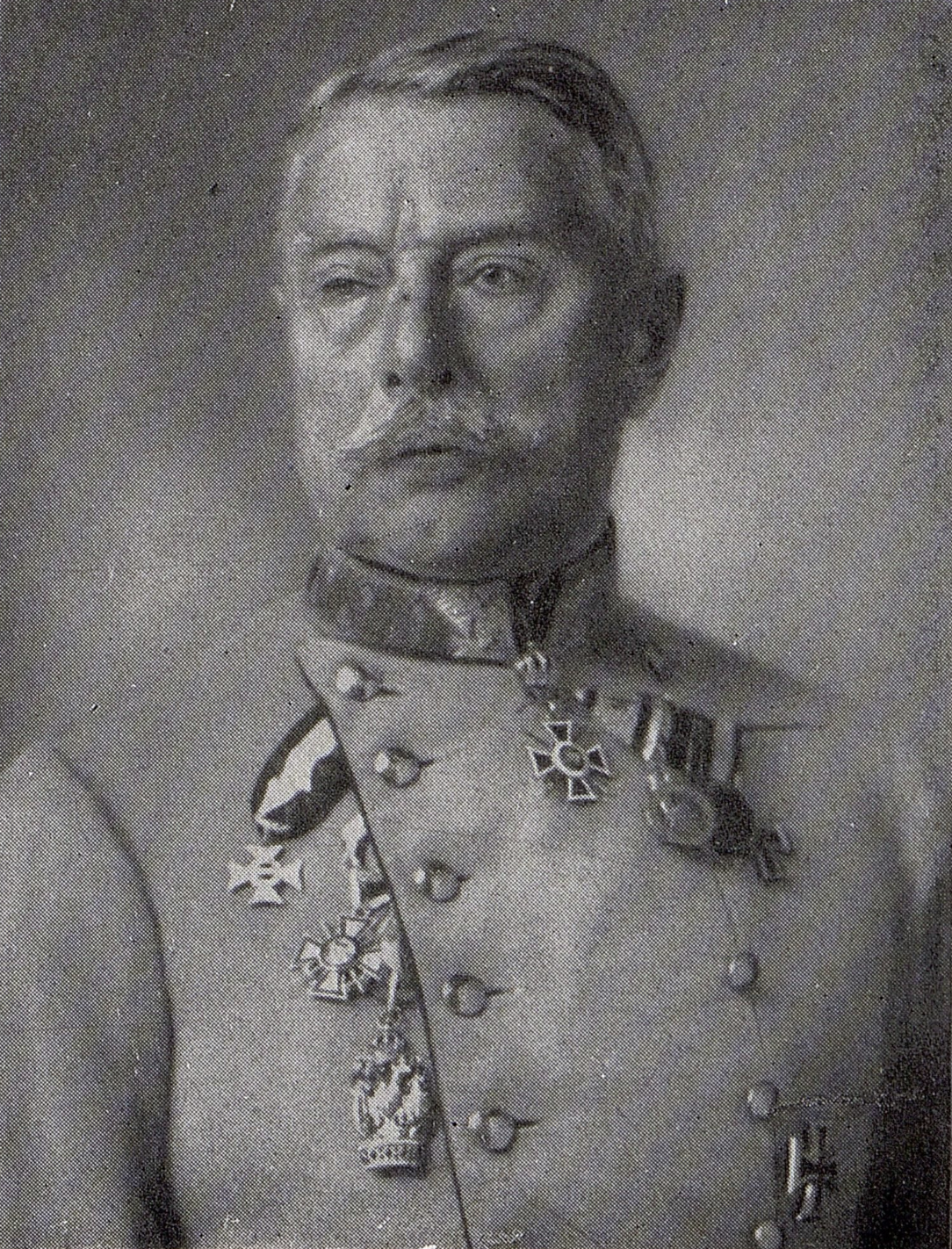
Josef Schneider Edler von Manns-Au als Feldmarschall-Leutnant

Josef Schneider von Manns-Au (* 2. Februar 1865 in Graz; † 3. Februar 1945 ebenda) war ein österreich-ungarischer Offizier, der im Ersten Weltkrieg als Divisions- und Korpsführer eingesetzt war und 1915 zum Feldmarschall-Leutnant aufstieg.

## Leben
Schneider war der Urenkel eines seiner Verdienste in den Franzosenkriegen wegen 1838 nobilitierten Militärs. Er besuchte nach Abschluss der Militärunterrealschule in Güns (Kőszeg) sowie der Militäroberrealschule in Mährisch Weißkirchen (Hranice) ab 1882 die Theresianische Militärakademie in Wiener Neustadt. Am 18. August 1885 wurde er als Leutnant zum Infanterieregiment (IR) 49 ausgemustert.
Von 1888 bis 1890 absolvierte er die Kriegsschule in Wien und wurde dann dem Generalstab sowie der 16. Infanterie-Truppendivision in Hermannstadt (Sibiu) zugeteilt. Ab 1893 gehörte er vollständig dem Generalstabskorps an und fand Verwendung im Büro für operative und besondere Generalstabsarbeiten, worauf er, 1899 wieder zum Truppendienst überstellt, das Kommando über eine Feldkompanie des IR 31 übernahm. Ab 1900 wirkte er als Lehrer für Strategie und Kriegsgeschichte an der Kriegsschule.
1905 übernahm er das Kommando über das 4. Feldbataillon im Tiroler Kaiserregiment Nr. 1, fungierte ab 1906 als Generalstabschef des 14. Korps in Innsbruck, und kommandierte ab 1907 das Infanterie-Regiment Nr. 102. 1912 übernahm er die Führung der 5. Infanteriebrigade, mit der er zu Beginn des Ersten Weltkrieges im August 1914 an die russische Front in Galizien zog. Im Rahmen der 3. Infanterie-Truppendivision (Feldmarschall-Leutnant Roth) nahm er im Verband der Armeegruppe des Erzherzogs Joseph Ferdinand an der Schlacht bei Rawa Ruska teil.
Zu Beginn des Jahres 1915 übernahm er das Kommando über die 24. Infanteriedivision, im Oktober desselben Jahres über die 28. Infanteriedivision am italienischen Kriegsschauplatz. Mit seiner Einheit zu Beginn des Jahres 1917 dem XXIII. Korps unterstellt und im Hudilog-Abschnitt auf dem Karst-Plateau eingesetzt, erhielt er im Verlauf der 10. Isonzoschlacht das Kommando über die gesamte an die Adria anschließende Front und zur Durchführung seiner Aufgaben auch die 16. Infanteriedivision sowie die 60. Infanteriebrigade unterstellt. Er konnte in der Folge die strategisch wichtige Flondar-Stellung zurückerobern und damit die von Italien angestrebte Eroberung von Triest verhindern. Wenige Monate vor Kriegsende zum Kommandant des IX. Korps bestellt, wurde er im Zuge einer den deutschen Alliierten gewährten Unterstützung nach Straßburg beordert, erhielt aber keinen Befehlsbereich mehr zugewiesen.
Über sein Leben nach dem Krieg ist wenig bekannt. Mutmaßlich hatte er vom 1. Juli bis 22. Dezember 1923 das Kommando über die 3. Brigade des Österreichischen Bundesheeres (Niederösterreich) inne, die Zeit seines Ruhestandes verlebte er in Graz, wo er eine Malschule einzurichten versuchte, was er aber seiner angegriffenen Gesundheit wegen bald wieder aufgeben musste.
Für seine Verdienste an der Isonzofront 1917 erhielt er 1921 das Ritterkreuz des Militär-Maria-Theresien-Ordens zuerkannt, 1940 wurde ihm mit Dienstalter von 1939 der Charakter eines Generals der Infanterie verliehen.

## Dienstgrade
- 1885 Leutnant
- 1889 Oberleutnant
- 1893 Hauptmann
- 1900 Major
- 1904 Oberstleutnant
- 1907 Oberst
- 31. Oktober 1912 Generalmajor
- 1. September 1915 Feldmarschall-Leutnant
- 27. August 1939 Charakter als General der Infanterie[1]

## Auszeichnungen
- Österreichische Jubiläums-Erinnerungsmedaille für die bewaffnete Macht (1898)
- Österreichisches Militärjubiläumskreuz (1908)
- Österreichisches Militärdienstzeichen 3. Klasse
- Österreichische Bronzene Militärverdienstmedaille am Roten Bande
- Österreichisches Militärverdienstkreuz 3. Klasse
- Österreichischer Orden der Eisernen Krone 3. Klasse
- Ritterkreuz des Österreichischen Leopold-Ordens mit Kriegsdekoration
- Österreichischer Orden der Eisernen Krone 2. Klasse mit Kriegsdekoration (1915)
- Kommandeurskreuz des Österreichischen Leopold-Ordens mit Kriegsdekoration (1917),
- Ritterkreuz des Österreichischen Militär-Maria Theresia-Ordens (10. März 1921),
- Österreichische Ehrenmedaille des Weltkrieges 1914–1918 mit Schwertern
- Eisernes Kreuz II. Klasse
- Karl-Truppenkreuz